# Kees Klop
Cornelis Jacobus (Kees) Klop (18 december 1947 - Den Haag, 31 augustus 2007) was een Nederlandse socioloog en bestuurskundige.
Hij was bijzonder hoogleraar politieke ethiek aan de Radboud Universiteit Nijmegen, Adviseur Strategieontwikkeling bij de Directie Algemene Justitiële Strategie van het Ministerie van Justitie en columnist van het dagblad Trouw. Voorts is hij omroepvoorzitter van de NCRV en plaatsvervangend directeur van het wetenschappelijk instituut voor het CDA geweest.

## Levensloop
Klop studeerde sociologie en bestuurskunde aan de Vrije Universiteit Amsterdam. Van 1974 tot 1978 werkte hij op het ministerie van Algemene Zaken. In 1993 promoveerde hij aan de Universiteit Leiden op het proefschrift De cultuurpolitieke paradox: Noodzaak én onwenselijkheid van overheidsinvloed op normen en waarden.

### Wetenschappelijk instituut voor het CDA
Van 1978 tot 2001 werkte hij bij het wetenschappelijk instituut voor het CDA, vanaf 1984 als plaatsvervangend directeur. Hij was medeopsteller van diverse rapporten die door dit instituut werden uitgegeven, zoals Schepping en rentmeesterschap (1983), Waarde en Waardigheid (1996) en Partners in Duurzaamheid (2000).
Klop was sterk het gemeenschapsdenken toegedaan en voorspelde in de jaren negentig dat het destijds overheersende individualisme hiervoor zou plaatsmaken, wat het decennium daarop ook zijn beslag kreeg. Als belangrijk CDA-ideoloog was hij er medeverantwoordelijk voor dat deze christendemocratische partij de gemeenschap tot een van de speerpunten van haar ideologische basis maakte. Hij was er echter beducht voor dat dit gemeenschapsdenken zou doorschieten in kleinburgerlijk moralisme. Toenmalig CDA-minister Elco Brinkman leek volgens hem hiernaar af te wijken, reden waarom hij zich tegen diens kandidatuur voor het lijsttrekkerschap van de Tweede Kamerverkiezingen van 1994 keerde (Brinkman werd toch lijsttrekker).
Klop was ook een voorstander van een veelzijdig ingerichte samenleving, waarin voor allerlei maatschappelijke en godsdienstige groeperingen (ook die van de islam) een plaats is ingeruimd. De angst van liberale zijde voor een al dan niet vermeend moslimfundamentalisme deelde hij daarom niet.

### Bijzonder hoogleraarschap Radboud Universiteit
In 1996 werd Klop eveneens bijzonder hoogleraar "ethiek van de politieke praktijk met bijzondere aandacht voor (christelijke) levensbeschouwing" aan de faculteit filosofie en het Centrum voor Ethiek van de Radboud Universiteit Nijmegen. In dit ambt ging hij na hoe allerlei normen en waarden zich in de politiek van alledag verhouden. Hij betrok daarbij wat diverse vroegere (de katholiek Jacques Maritain en de protestant Herman Dooyeweerd) en hedendaagse christelijke denkers daarover hadden geschreven respectievelijk schrijven. Eveneens onderzocht hij hoe de godsdienst van de islam zich ten opzichte van de democratie opstelt.

### Omroepvoorzitterschap NCRV
Daarnaast was Klop van 1 december 2001 tot 18 maart 2005 omroepvoorzitter van de NCRV. Hij trachtte de protestantse basis van de NCRV meer gewicht in de schaal te geven. Om deze doelstelling te bereiken, wilde hij de medewerkers cursussen op dit gebied laten volgen. Dezen waren echter niet met zijn plannen ingenomen en kwamen in verzet. Het conflict dat hieruit voortvloeide, leidde er uiteindelijk toe dat hij zijn voorzitterschap neerlegde. Hij werd tijdelijk opgevolgd door Jan Greven, vicevoorzitter van het verenigingsbestuur van de NCRV.

### Persoonlijk
Kees Klop was getrouwd en had vier kinderen. Kerkelijk behoorde hij tot de Protestantse Kerk in Nederland. Hij overleed op 59-jarige leeftijd ten gevolge van een ernstige ziekte. De begrafenis vond plaats op begraafplaats Westduin te Den Haag.

## Werken (selectie)
- De cultuurpolitieke paradox: noodzaak én onwenselijkheid van overheidsinvloed op normen en waarden, proefschrift, 1993, 418 p., Kok - Kampen, ISBN 90-242-8222-5
- Macht en gezag, 1996, 88 p., Kok - Kampen, ISBN 90-242-2308-3
- Bestaat er publieke moraal?, inaugurele rede, 1997, 29 p., KUN - Nijmegen
- Verbeelding van de macht: ethiek en esthetiek in architectuur, ornamentiek en kunst in overheidsgebouwen, 1999, 125 p., Valkhof Pers - Nijmegen, ISBN 90-5625-057-4